# Anna Sluijter
Johanna Jozina Helena Sluijter, genannt Anna Sluijter (* 5. Dezember 1866 in Amsterdam; † 7. Dezember 1931 in Laren), war eine niederländische Malerin, Fotografin und Feministin.

## Leben
Anna Sluijter wurde am 5. Dezember 1866 in Amsterdam geboren. Sie war die Tochter von Ernst W. G. Sluijter (1834–1920), einem Buchhalter, später Versicherungsmakler, und Helena Witpen (1835–1920). Über ihre Ausbildung ist nichts bekannt. Sluijter stellte ihre Werke laut Klarenbeek in Maastricht und Rotterdam aus. Um 1896 verbrachte sie einige Monate in Paris, dem damaligen Zentrum der Kunstwelt.
Sluijter war aktive Feministin und Mitglied der „Vereeniging voor Vrouwenkiesrecht“. Es ist möglich, dass sie in diesem Zusammenhang die Malerin Charlotte Boom-Pothuis kennenlernte. Sluijter war auch als Fotografin aktiv und eröffnete 1896 ein Fotostudio in Amsterdam, es firmierte unter dem Namen „Dames Sluijter & Boom“ und war eines der ersten Fotostudios in Amsterdam, welches zudem von Frauen geführt wurde. Das Studio wurde zehn Monate später im Jahr 1897 wieder geschlossen.
1897 verließ Anna Sluijter das Haus ihrer Eltern und lebte allein in Amsterdam. Sie meldete sich mit dem Beruf „Näherin“ an, daraus wurde 1902 „Malerin“. Als Zivilstand gab sie „unverheiratet“ an. Frauen, die sich zu dieser Zeit für eine Ehe entschieden, verloren als verheiratete Frau alle Rechte und waren vollständig abhängig von ihren Ehemännern. 1906 wurde ihr Sohn Albert Sluijter geboren, der ein bekannter Geiger wurde. Anna Sluijter zog ihren Sohn allein groß und begleitete ihn später oft auf seinen Reisen zu niederländischen und ausländischen Konzertsälen. Als unverheiratete Frau lebte sie so ein unkonventionelles Leben und war eine aktive Kämpferin für Frauenrechte, Gleichberechtigung und Freiheit.
Ab 1917 lebte sie in der Region Gooi, dort in Blaricum, Laren und Huizen, wo sie die abstrakte Malerin Lou Loeber traf. Sluijters Werke zeichneten sich seitdem durch farbenfrohe abstrakte Stilelemente aus. Diese Abstraktionen waren zu der Zeit „en vogue“. Sie arbeitete in ihrem Atelier in Blaricum, wo sie 1929 eine Ausstellung mit Gemälden, Zeichnungen und Illustrationen gab.
Anna Sluijter starb am 7. Dezember 1931 in Laren.

## Ausstellungen
- 1890: Maastricht und Rotterdam
- 1913: jährlich bei den The Independents
- 1929: The Sayer, Blaricum
- 2021–2022: Singer Laren

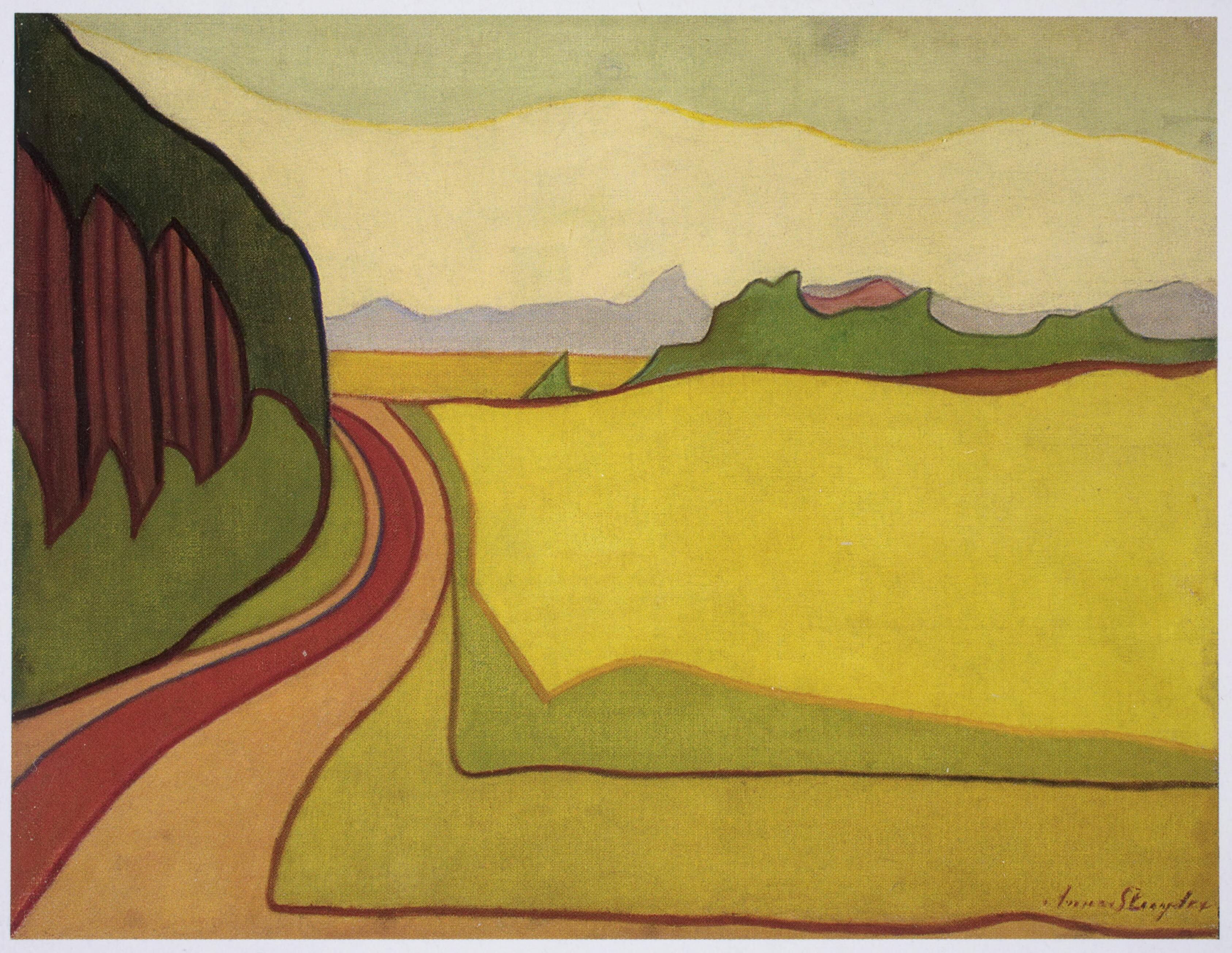
Landweg Blaricum, ca. 1914
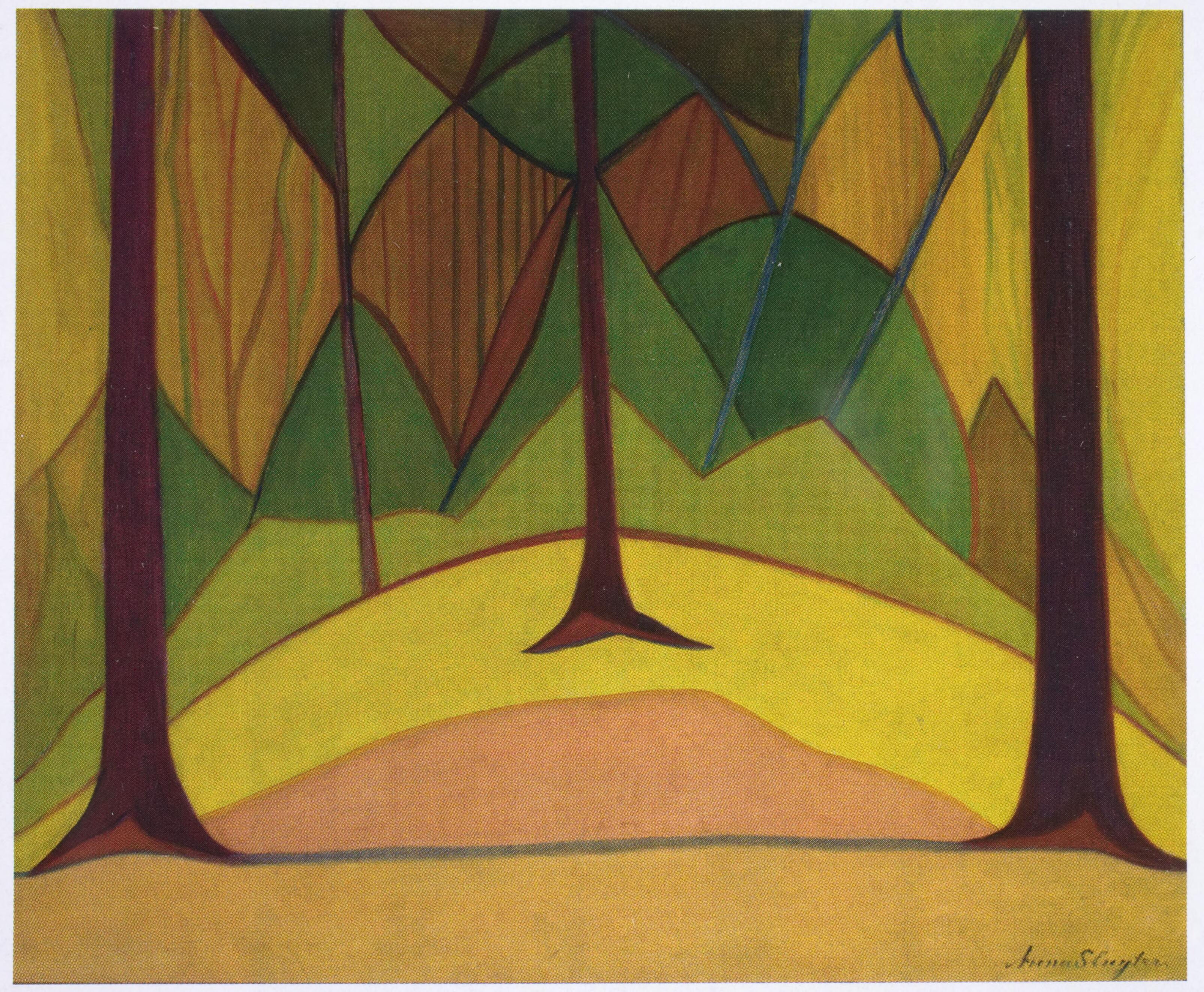
Blick auf den Wald, ca. 1914